# Zonites siphnicus
Zonites siphnicus е изчезнал вид коремоного от семейство Zonitidae.